# Parkowo (powiat wągrowiecki)
Parkowo – osada w Polsce położona w województwie wielkopolskim, w powiecie wągrowieckim, w gminie Gołańcz.
W latach 1975–1998 miejscowość położona była w województwie pilskim.